# 天草市立本町中学校
天草市立本町中学校（あまくさしりつ ほんまちちゅうがっこう）は、熊本県天草市本町新休にあった市立中学校。2010年4月に旧本渡中学校・佐伊津中学校との統合より「天草市立本渡中学校」となった。

## 沿革
- 1947年（昭和22年） - 本村立本村中学校創立
- 1954年（昭和29年） - 本渡市立本町中学校と改称
- 2006年（平成18年）3月27日 - 天草市立本町中学校と改称
- 2010年（平成22年）
  - 3月 - 閉校
  - 4月 - 旧本渡中学校・佐伊津中学校と統合し、天草市立本渡中学校として本渡町広瀬に開校。

## 閉校後
閉校後に「本町ふるさと美術館」が開設されていたが2023年3月末で閉館。